# 33. вечити дерби у фудбалу
33. вечити дерби у фудбалу је фудбалска утакмица одиграна у Београду 17. новембра 1963. године, између Црвене звезде и Партизана. Утакмица се завршила резултатом 1 : 0 (0 : 0) за Црвену Звезду.